# Калинин, Алексей Викторович
Алексей Викторович Калинин (31 января 1956, Москва — неизвестно) — советский хоккеист, нападающий. Мастер спорта СССР.

## Биография
Занимался хоккеем в ЦСКА, с 1973 — в «Крыльях Советов». В сезоне 1975/76 дебютировал в чемпионате СССР, проведя за «Крылья Советов» два матча. В следующем сезоне сыграл 10 матчей. Выступал за «Ижсталь» Ижевск (1977/78), СКА МВО (1978/79 — 1979/80), «Спартак» Архангельск (1981/82).
Победитель юниорского чемпионата Европы 1975 года.